# Stam1na
Stam1na is een progressieve/thrashmetalband uit Lemi, Finland. In hun muziek zijn ook sporen van deathmetal te vinden, met voornamelijk Finse en enkele Engelse teksten.

## Geschiedenis
In 1996 werd door Antti "Hyrde" Hyyrynen, Teppu "Kake" Velin en Pekka "Pexi" Olkkonen de band Stamina opgericht, later veranderden ze de i in een 1 om de naam iets unieks te geven en zodat ze gemakkelijk te vinden zouden zijn via bijvoorbeeld zoekmachines. Dit resulteerde in Stam1na.
Ondanks dat de band in 1996 al opgericht werd, tekenden ze pas, na meerdere demo opnames, in 2004 een platen contract bij Sakara Records, een label gesticht door de Finse band Mokoma.
Stam1na bestaat nog steeds uit hun originele line-up, welke in november 2005 afgemaakt werd met de komst van Kai-Pekka Kangasmäki als bassist. Hij had het hele jaar al met de band meegespeeld als sessie muzikant, maar sinds november 2005 is hij ook officieel bandlid.
Stam1na's eerste, self-titled, album kwam uit op 2 maart 2005 en belandde op nummer 13 van de Finse album hitlijsten. Hun tweede album, Uudet kymmenen käskyä (de nieuwe 10 bevelen), kwam ruim een jaar later op 10 mei 2006 uit belandde op nummer 3 in de hitlijsten. In het najaar van 2007 maakten ze hun debuut in Duitsland, met hun tour samen met Apocalyptica. In februari 2008 kwam hun 3e album, Raja (grens), uit. Raja kwam op nummer 1 in de Finse album hitlijsten. Op 10 februari 2010 kwam Stam1na's 4e album, Viimeinen Atlantis (het laatste Atlantis), uit en ook deze belandde op nummer 1. Hiermee stonden ze onder andere hoger dan het nieuwe album van HIM.
In 2012 brachten ze hun 5e album, Nocebo uit, ook deze haalde weer de top in de Finse hitlijsten en kreeg goud op de dag dat het album uit kwam.

## Leden
Huidige Leden

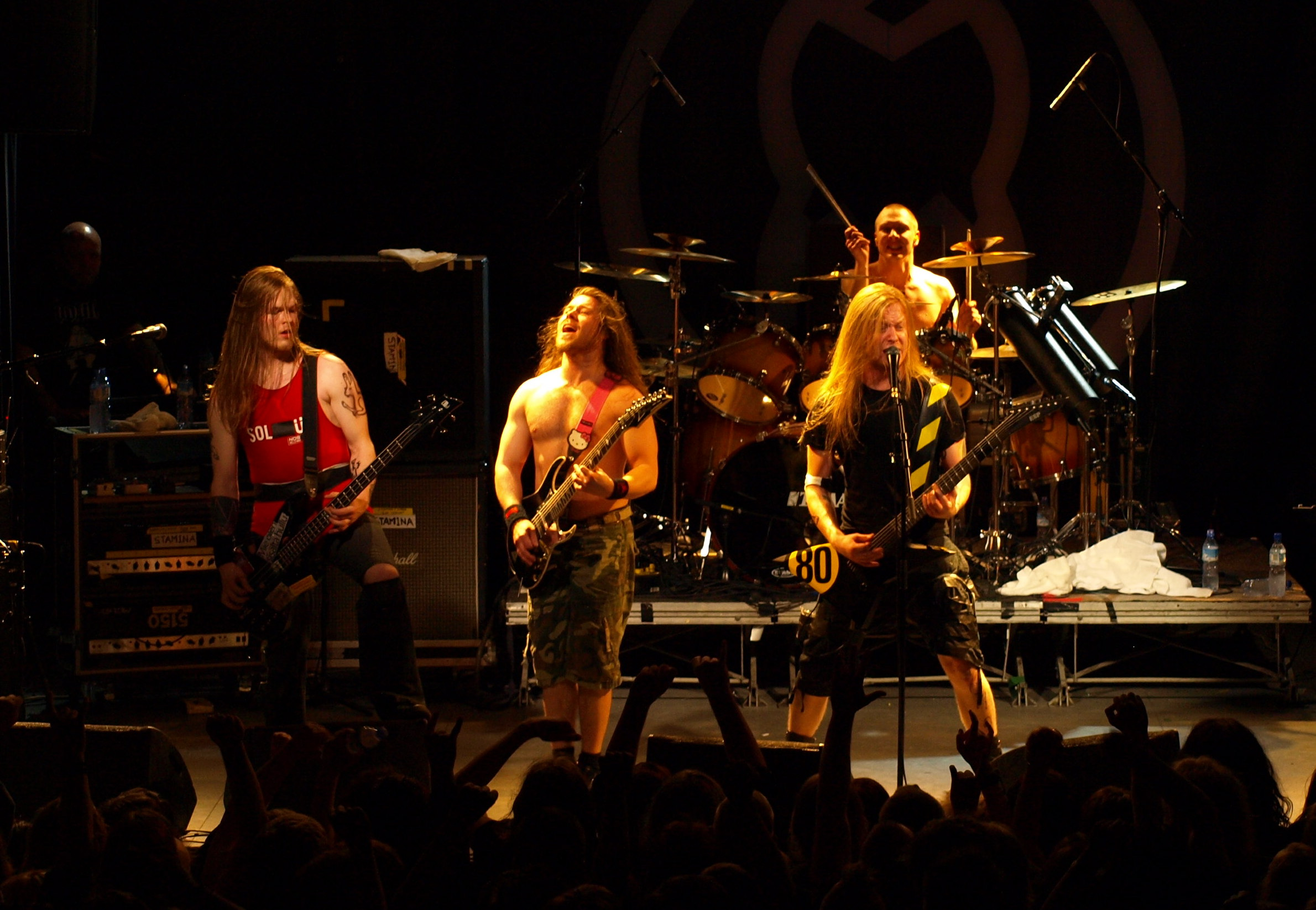
Stam1na live in Nosturi op 22.03.2008

- Antti "Hyrde" Hyyrynen – zang, gitaar (1996-heden)
- Emil "Hippi" Lähteenmäki – keyboard (2009-heden)
- Kai-Pekka "Kaikka" Kangasmäki – basgitaar (2005-heden)
- Teppu "Kake" Velin – drums (1996-heden)
- Pekka "Pexi" Olkkonen - Leadgitaar (1996-heden)

## Stijl
Stam1na maakt progressieve thrashmetal. Dit houdt in dat het een mix is van punk en heavy metal, met een hoog tempo. Hun lyrics zijn voornamelijk Finstalig, al hebben ze ook enkele Engelstalige nummers.

## Discografie

### Albums
- 2005 - Stam1na
- 2006 - Uudet kymmenen käskyä (De nieuwe tien geboden)
- 2008 - Raja (De grens)
- 2010 - Viimeinen Atlantis (Het laatste Atlantis)
- 2010 - Vanhaa Paskaa (Oude zooi)
- 2012 - Nocebo
- 2014 - SLK
- 2016 - Elokuutio
- 2018 - Taival
- 2021 - Novus Ordo Mundi

### Singles
- 2003 - Väkivaltakunta (EP) (Volksrijk)/(Gewelddadige gemeente)
- 2005 - Kadonneet kolme sanaa (De drie verloren woorden)
- 2005 - Paha arkkitehti (De slechte architect)
- 2006 - Edessäni (Voor me)
- 2006 - Likainen parketti (Smerig parket)
- 2012 - Valtiaan uudet vaateet (De nieuw eisen van de heerser)
- 2012 - Puolikas ihminen
- 2014 - Panzerfaust
- 2014 - Dynamo
- 2014 - Vapaa on sana
- 2016 - Kuudet raamit
- 2016 - Verisateenkaari
- 2018 - Elämänlanka
- 2018 - Enkelinmurskain
- 2018 - Gaian lapsi

### Dvd's
- 2007 - Sakara Tour 2006
- 2009 - K13V

### Muziekvideo's
- 2003 - Erilaisen rakkauden todistaja (Getuige van een ander soort liefde)
- 2005 - Kadonneet kolme sanaa (De drie verloren woorden)
- 2005 - Ristiriita (Conflict / Contradictie)
- 2005 - Paha arkkitehti (De slechte architect)
- 2006 - Edessäni (Vóór mij)
- 2006 - Likainen parketti (Smerig parket)
- 2008 - Lääke (Medicijn)
- 2008 - Muistipalapelit (Herinneringspuzzels)
- 2010 - Pakkolasku (Noodlanding / Afrekening)
- 2010 - Rikkipää (Gebroken hoofd / Zwavelhoofd)
- 2010 - Yhdeksän tien päät (Het einde van negen wegen)
- 2012 - Valtiaan uudet vaateet (De nieuwe eisen van de keizer / heerser)
- 2012 - Puolikas ihminen (Een halve mens)
- 2014 - Panzerfaust (Panzerfaust)
- 2014 - Kuoliaaksi ruoskitut hevoset (Doodgeslagen paarden)
- 2014 - Vapaa on sana (Vrij is het woord)
- 2016 - Kuudet raamit (Zes zijden)
- 2016 - Elokuutio (Eloquentie / Levenskubus)
- 2018 - Enkelinmurskain (Engelenverpletteraar)
- 2020 - Kannoin sinut läpi hiljaisen huoneen (Ik droeg je door een stille kamer)